# دوکشیتسی
دوکشیتسی (به لاتین: Dokshytsy) یک منطقهٔ مسکونی در بلاروس است که در Borisov County واقع شده‌است. دوکشیتسی ۹٫۴۲ کیلومتر مربع مساحت و ۶٬۹۵۴ نفر جمعیت دارد.